# يوهان كريستيان كروغر
يوهان كريستيان كروغر (بالألمانية: Johann Christian Krüger)‏ (و. 1723 – 1750 م) هو كاتب، وممثل مسرحي ألماني، ولد في برلين، توفي في هامبورغ، عن عمر يناهز 27 عاماً.

## جوائز
حصل على جوائز منها:

مواطن فخري في برلين